# Saint-Tharcisius
Saint-Tharcisius est une municipalité de paroisse canadienne à vocations agricole et forestière de plus de 400 habitants située dans l'est du Québec dans la vallée de la Matapédia au Bas-Saint-Laurent. Elle fut fondée en 1937.

## Toponymie
Le toponyme de Saint-Tharcisius est en l'honneur d'un martyr, Tarcisius de Rome, romain qui préféra être massacré plutôt que de profaner l'eucharistie en 217.
Les gentilés sont nommés Saint-Tharcisiussois et Saint-Tharcisiussoises.

## Histoire
Avant la création de la municipalité, le territoire faisait partie des cantons de Lepage et de Blais. Les premiers acquéreurs des terres qui composent Saint-Tharcisius sont venus principalement d'Amqui en 1912. Les autres venaient de Drummondville, de Magog, de Disraeli et des États-Unis. Le village existe depuis 1922, mais la paroisse catholique fut érigée canoniquement en 1926. Le bureau de poste fut ouvert en 1924. La municipalité fut créée officiellement le 4 décembre 1937 par détachement de Saint-Joseph-Labre (Amqui). Un incendie toucha l'école primaire de Saint-Tharcisius en 1985.

### Héraldique
| Foi-Fraternité-Travail |
| ---------------------- |

| L'écu de Saint-Tharcisius se blasonne ainsi : Un écu en son chef et parti par une croix; et en son point honorable meublé d'une hostie blanche de lumière. Un chef d'azur de gueules rouges meublées à dextre d'un sapin d'or et à senestre d'un épi de blé d'or. |

## Géographie
Saint-Tharcisius est situé sur la rive sud de l'estuaire maritime du Saint-Laurent à 430 km au nord-est de Québec et à 350 km à l'ouest de Gaspé. Les villes importantes près de Saint-Tharcisius sont Rimouski à 115 km et Mont-Joli à 80 km à l'ouest, Matane à 50 km au nord ainsi que Amqui à 12 km au sud-ouest. Saint-Tharcisius est situé sur la route 195 qui relie Matane et Amqui à mi-chemin entre cette dernière et Saint-Vianney. Le territoire de Saint-Tharcisius couvre une superficie de près de 80 km2. 
La rivière Tamagodi traverse le centre de la municipalité du sud au nord.

## Démographie
| 1991 | 1996 | 2001 | 2006 | 2011 | 2016 | 2021 |
| ---- | ---- | ---- | ---- | ---- | ---- | ---- |
| 636  | 557  | 503  | 480  | 464  | 421  | 754  |

La population de Saint-Tharcisius était de 480 habitants en 2006 et de 503 habitants en 2001. Cela correspond à une décroissance démographique de 4,6 % en cinq ans. 2 % de la population de Saint-Tharcisius a l'anglais en tant que langue maternelle et un autre 2 % a une autre langue maternelle que l'anglais ou le français. 7,3 % de la population maitrise les deux langues officielles du Canada.
43 % de la population de 15 ans et plus de Saint-Tharcisius n'a aucun diplôme d'éducation. 51,9 % de cette population n'a que le diplôme d'études secondaires ou professionnelles.

## Géographie physique

### Topographie
Saint-Tharcisius est situé près des monts Chic-Chocs qui font partie des Appalaches.

### Hydrographie
Les lacs Tamagodi et Pinault ainsi que le ruisseau de la Chantepleure sont situés dans le territoire de Saint-Tharcisius.

## Économie
L'économie de Saint-Tharcisius tourne autour principalement de l'industrie forestière et de l'agriculture.

## Symbole et devise
La devise de Saint-Tharcisius est « Foi, fraternité, travail ».

## Conseil municipal
Les élections municipales ont lieu tous les quatre ans et sont effectuées en bloc sans division territoriale.
| mandat    | fonction    | nom              |
| --------- | ----------- | ---------------- |
| 2009-2013 | maire       | Jocelyn Jean     |
| 2009-2013 | conseillers |                  |
| 2009-2013 | #1          | Jacques Rochon   |
| 2009-2013 | #2          | Francis Caouette |
| 2009-2013 | #3          | Annie Jalbert    |
| 2009-2013 | #4          | Micheline Jean   |
| 2009-2013 | #5          | Donald Clément   |
| 2009-2013 | #6          | Renaud Arguin    |

| Saint-Tharcisius Maires depuis 2001                                                                                  |                  |         |          |
| Élection | Maire            | Qualité | Résultat |
| 2001 | Rita Rioux       |         | Voir     |
| 2005 | Rita Rioux       | Voir    |          |
| 2009 | Sophie Champagne |         | Voir     |
| 2013 | Jocelyn Jean     |         | Voir     |
| 2017 | Jocelyn Jean     | Voir    |          |
| 2021 | Renaud Arguin    |         | Voir     |
| Élection partielle en italique Depuis 2005, les élections sont simultanées dans toutes les municipalités québécoises |                  |         |          |

## Représentations politiques
Assemblée nationale du Québec : Saint-Tharcisius fait partie de la circonscription provinciale de Matane-Matapédia. Lors des élections générales québécoises de 2022, le député sortant Pascal Bérubé, du Parti québécois, a été réélu pour représenter la population de Saint-Tharcisius à l'Assemblée nationale.
Chambre des communes du Canada : Saint-Tharcisius fait partie de la circonscription fédérale d'Avignon—La Mitis—Matane—Matapédia. Lors des élections fédérales canadiennes de 2021, la députée sortante Kristina Michaud, du Bloc québécois, a été réélue pour représenter la population de Saint-Tharcisius à la Chambre des communes.

## Éducation
Une école primaire de langue française, l'École Saint-Tharcisius, est exploitée par le Centre de services scolaire des Monts-et-Marées .

## Culture et société
La paroisse éponyme de Saint-Tharcisius est située dans l'Archidiocèse de Rimouski dans la région pastorale de La Matapédia. 

## Tourisme
Saint-Tharcisius fait partie de la région touristique de la Gaspésie dans la sous-région touristique de la vallée de la Matapédia.